# Saison 2025 de Super Rugby Aupiki
Ne doit pas être confondu avec Saison 2025 du Super Rugby Women's.
Navigation
2024 2026
La saison 2025 de Super Rugby Aupiki est la quatrième édition de la compétition professionnelle féminine organisée par la Fédération néo-zélandaise de rugby à XV. Elle met aux prises quatre « super provinces ».
Les Blues conservent leur titre en battant Matatū 26 à 19 en finale. De plus, elles réalisent le doublé en s'imposent 36 à 5 contre les Waratahs lors de la finale contre les championnes du Super Rugby Women's.

## Format
La compétition est constituée d'une poule unique de quatre équipes qui s'affrontent en matchs aller-retour. Au terme des six journées, les deux équipes les mieux classées disputent la finale.
Pour la première fois, l'équipe championne rencontre l'équipe titrée dans le Super Rugby Women's lors d'une grande finale disputée le 17 avril 2025.

## Équipes en compétition
| Équipe          | Ville              | Entraineur          | Stade                                               |
| --------------- | ------------------ | ------------------- | --------------------------------------------------- |
| Blues           | Whangarei Auckland | Willie Walker (en)  | Semenoff Stadium Eden Park                          |
| Chiefs Manawa   | Hamilton           | Dwayne Sweeney (en) | FMG Stadium                                         |
| Hurricanes Poua | Wellington         | Fusi Feaunati       | Sky Stadium NZCIS                                   |
| Matatū          | Christchurch       | Whitney Hansen      | Apollo Projects Stadium Nga Puna Wai Trafalgar Park |

## Classement et résultats

### Classement
Les Blues terminent premières du classement devant Matatū. Les Chiefs Manawa sont troisièmes et les Hurricanes Poua dernières,.
| Rang | Club            | J | V | N | D | Bo | Bd | Pm  | Pe  | Diff | Pts |
| ---- | --------------- | - | - | - | - | -- | -- | --- | --- | ---- | --- |
| 1    | Blues           | 6 | 5 | 0 | 1 | 4  | 0  | 216 | 123 | +93  | 24  |
| 2    | Matatū          | 6 | 4 | 0 | 2 | 2  | 1  | 169 | 141 | +28  | 19  |
| 3    | Chiefs Manawa   | 6 | 3 | 0 | 3 | 2  | 2  | 169 | 127 | +42  | 16  |
| 4    | Hurricanes Poua | 6 | 0 | 0 | 6 | 0  | 0  | 81  | 244 | -163 | 0   |

|  | Qualifiés pour la finale |

### Résultats

#### 1rejournée
| 1er mars 2025 | Chiefs Manawa bd | 25 - 31 (8 - 0) | Matatū | FMG Stadium, Hamilton Arbitre : Maggie Cogger-Orr |
| 1er mars 2025 | Essai(s) : 4 Tui (22e, 79e), R. Anderson (45e), Tukuafu (68e) Transformation(s) : 1 Holmes (45e) Pénalité(s) : 1 Holmes (36e) | Rapport         | Essai(s) : 4 Bayfield (41e), Palamo (48e), du Plessis (57e, 74e) Transformation(s) : 4 King (41e, 48e, 57e, 74e) Pénalité(s) : 1 King (64e) | FMG Stadium, Hamilton Arbitre : Maggie Cogger-Orr |
| 1er mars 2025 | | Rapport         | | FMG Stadium, Hamilton Arbitre : Maggie Cogger-Orr |

| 1er mars 2025 | Hurricanes Poua                                                                        | 10 - 50 (0 - 17) | Blues bo | Sky Stadium, Wellington Arbitre : Ben Woolerton |
| 1er mars 2025 | Essai(s) : 2 Waterman (62e), Aiolupotea (80e+4) Carton(s) jaune(s) : 1 Mulu (en) (11e) | Rapport          | Essai(s) : 7 Demant (8e, 47e), Woodman-Wickliffe (18e), Sorensen-McGee (53e), Gago (66e, 78e), Brunt (72e) Transformation(s) : 6 Cottrell (en) (8e, 18e, 47e), Demant (53e, 72e, 78e) Pénalité(s) : 1 Cottrell (12e) Carton(s) jaune(s) : 1 Viliko (40e+1) | Sky Stadium, Wellington Arbitre : Ben Woolerton |
| 1er mars 2025 |                                                                                        | Rapport          | | Sky Stadium, Wellington Arbitre : Ben Woolerton |

#### 2ejournée
| 7 mars 2025 | Blues | 24 - 22 (5 - 12) | Chiefs Manawa bd | Eden Park, Auckland Arbitre : Todd Petrie |
| 7 mars 2025 | Essai(s) : 4 Vahaakolo (38e), Demant (43e), Kolose (68e), Woodman-Wickliffe (79e) Transformation(s) : 2 Cottrell (en) (43e), Demant (68e) Carton(s) jaune(s) : 3 Viliko (25e), Cottrell (28e), Te Iringa (52e) | Rapport          | Essai(s) : 3 Tukuafu (18e), Houpapa-Barrett (en) (29e), Holmes (57e) Transformation(s) : 2 Brazier (18e), Holmes (57e) Pénalité(s) : 1 Holmes (76e) | Eden Park, Auckland Arbitre : Todd Petrie |
| 7 mars 2025 | | Rapport          | | Eden Park, Auckland Arbitre : Todd Petrie |

| 9 mars 2025 | Matatū bo | 29 - 7 (24 - 7) | Hurricanes Poua                                                   | Apollo Projects Stadium, Christchurch Arbitre : Warwick Lahmert |
| 9 mars 2025 | Essai(s) : 5 Brooker (5e), Nepia (13e, 30e), Palamo (20e), Jenkins (68e) Transformation(s) : 2 King (20e, 30e) | Rapport         | Essai(s) : 1 Leti-I'iga (33e) Transformation(s) : 1 Siataga (33e) | Apollo Projects Stadium, Christchurch Arbitre : Warwick Lahmert |
| 9 mars 2025 | | Rapport         |                                                                   | Apollo Projects Stadium, Christchurch Arbitre : Warwick Lahmert |

#### 3ejournée
| 15 mars 2025 | Matatū                                                   | 7 - 28 (7 - 14) | Blues bo | Trafalgar Park, Nelson Arbitre : Maggie Cogger-Orr |
| 15 mars 2025 | Essai(s) : 1 King (35e) Transformation(s) : 1 King (35e) | Rapport         | Essai(s) : 4 Brunt (24e, 32e), Sorensen-McGee (47e), Lolohea (59e) Transformation(s) : 4 Demant (24e, 32e, 47e), Cottrell (en) (59e) | Trafalgar Park, Nelson Arbitre : Maggie Cogger-Orr |
| 15 mars 2025 |                                                          | Rapport         | | Trafalgar Park, Nelson Arbitre : Maggie Cogger-Orr |

| 15 mars 2025 | Chiefs Manawa bo | 46 - 7 (24 - 0) | Hurricanes Poua                                                                                                 | FMG Stadium, Hamilton Arbitre : Ben Woolerton |
| 15 mars 2025 | Essai(s) : 7 Tui (7e, 65e), Maaka (30e), Coates (37e), Connor (40e+3), Green (55e), Willison (en) (70e) Transformation(s) : 3 Holmes (30e, 37e, 55e) | Rapport         | Essai(s) : 1 Siataga (58e) Transformation(s) : 1 Siataga (58e) Carton(s) jaune(s) : 2 Mua (37e), Delamere (74e) | FMG Stadium, Hamilton Arbitre : Ben Woolerton |
| 15 mars 2025 | | Rapport         | | FMG Stadium, Hamilton Arbitre : Ben Woolerton |

#### 4ejournée
| 22 mars 2025 | Hurricanes Poua | 24 - 43 (19 - 26) | Matatū bo | NZCIS, Wellington Arbitre : Warwick Lahmert |
| 22 mars 2025 | Essai(s) : 4 Tavake (16e), Leti-I'iga (27e), Plum-King (en) (40e), Hakiwai (57e) Transformation(s) : 2 Siataga (16e, 40e) | Rapport           | Essai(s) : 7 Olsen-Baker (6e, 62e), Simpson (13e), Palamo (20e), Jenkins (24e), Joseph (65e), A.Bremner (75e) Transformation(s) : 4 King (6e, 13e, 20e, 62e) | NZCIS, Wellington Arbitre : Warwick Lahmert |
| 22 mars 2025 | | Rapport           | | NZCIS, Wellington Arbitre : Warwick Lahmert |

| 22 mars 2025 | Chiefs Manawa                                                                                         | 21 - 36 (14 - 21) | Blues bo | FMG Stadium, Hamilton Arbitre : Todd Petrie |
| 22 mars 2025 | Essai(s) : 3 Brazier (24e), Henwood (34e), Bayler (61e) Transformation(s) : 3 Brazier (24e, 34e, 61e) | Rapport           | Essai(s) : 6 Kolose (3e), Mikaele-Tu'u (16e), Cottrell (en) (22e), Woodman-Wickliffe (53e), Sorensen-McGee (55e), Brunt (78e) Transformation(s) : 3 Cottrell (3e, 16e, 22e) | FMG Stadium, Hamilton Arbitre : Todd Petrie |
| 22 mars 2025 | | Rapport           | | FMG Stadium, Hamilton Arbitre : Todd Petrie |

#### 5ejournée
| 29 mars 2025 | Blues | 29 - 37 (12 - 12) | Matatū | Semenoff Stadium, Whangarei Arbitre : Natarsha Ganley |
| 29 mars 2025 | Essai(s) : 5 Woodman-Wickliffe (2e), Itunu (23e), Bason (44e, 54e), Vahaakolo (69e) Transformation(s) : 2 Demant (23e, 54e) | Rapport           | Essai(s) : 5 Palu (6e), Jenkins (18e, 51e), Laikong (45e), Nepia (62e) Transformation(s) : 3 King (6e, 45e, 62e) Pénalité(s) : 1 King (77e) | Semenoff Stadium, Whangarei Arbitre : Natarsha Ganley |
| 29 mars 2025 | | Rapport           | | Semenoff Stadium, Whangarei Arbitre : Natarsha Ganley |

| 29 mars 2025 | Hurricanes Poua                                                                                   | 7 - 27 (0 - 17) | Chiefs Manawa bo | NZCIS, Wellington Arbitre : Erin Doherty |
| 29 mars 2025 | Essai(s) : 1 Gapper (76e) Transformation(s) : 1 Siataga (76e) Carton(s) jaune(s) : 1 Tagoai (33e) | Rapport         | Essai(s) : 5 Tui (7e), Willison (en) (23e), Paul (40e+2), Holmes (54e), M. Anderson (71e) Transformation(s) : 1 Tubic (7e) | NZCIS, Wellington Arbitre : Erin Doherty |
| 29 mars 2025 |                                                                                                   | Rapport         | | NZCIS, Wellington Arbitre : Erin Doherty |

#### 6ejournée
| 5 avril 2025 | Matatū bd | 22 - 28 (10 - 14) | Chiefs Manawa | Nga Puna Wai, Christchurch Arbitre : Maggie Cogger-Orr |
| 5 avril 2025 | Essai(s) : 3 Olsen-Baker (27e), Palamo (61e), Jones (79e) Transformation(s) : 2 King (27e), Nepia (80e) Pénalité(s) : 1 King (38e) Carton(s) jaune(s) : 1 du Plessis (21e) | Rapport           | Essai(s) : 5 M. Anderson (10e), Tui (33e), Mahutariki-Fakalelu (46e), Holmes (47e), Kukutai (49e) Transformation(s) : 4 Holmes (10e, 33e, 46e, 49e) Carton(s) jaune(s) : 1 Hohepa (en) (30e) | Nga Puna Wai, Christchurch Arbitre : Maggie Cogger-Orr |
| 5 avril 2025 | | Rapport           | | Nga Puna Wai, Christchurch Arbitre : Maggie Cogger-Orr |

| 5 avril 2025 | Blues bo | 49 - 26 (21 - 14) | Hurricanes Poua | Eden Park, Auckland Arbitre : Natarsha Ganley |
| 5 avril 2025 | Essai(s) : 8 Bason (4e), Kolose (26e), Lolohea (37e), Demant (49e), Cottrell (en) (50e), Mafoe (63e), Maliepo (70e), Vaipulu (73e) Transformation(s) : 6 Cottrell (4e, 26e, 37e, 63e, 70e, 73e) | Rapport           | Essai(s) : 4 Tavake (14e), Burkin (en) (28e), Sae (55e), Gapper (67e) Transformation(s) : 3 Siataga (14e, 28e, 55e) | Eden Park, Auckland Arbitre : Natarsha Ganley |
| 5 avril 2025 | | Rapport           | | Eden Park, Auckland Arbitre : Natarsha Ganley |

#### Finale
| 12 avril 2025 | Blues | 26 - 19 (14 - 12) | Matatū | Eden Park, Auckland Arbitre : Maggie Cogger-Orr |
| 12 avril 2025 | Essai(s) : 4 Demant (22e), Viliko (25e), Woodman-Wickliffe (60e), Sorensen-McGee (70e) Transformation(s) : 3 Cottrell (en) (22e, 25e), Demant (60e) Carton(s) rouge(s) : 1 Blackwell (68e) | Rapport           | Essai(s) : 3 Palamo (6e), du Plessis (18e), Olsen-Baker (54e) Transformation(s) : 2 King (18e, 54e) Carton(s) jaune(s) : 1 Ponsonby (63e) | Eden Park, Auckland Arbitre : Maggie Cogger-Orr |
| 12 avril 2025 | | Rapport           | | Eden Park, Auckland Arbitre : Maggie Cogger-Orr |

#### Finale des champions
| 17 avril 2025 | Blues | 36 - 5 (19 - 0) | Waratahs                  | North Harbour Stadium, Auckland Arbitre : Maggie Cogger-Orr |
| 17 avril 2025 | Essai(s) : 6 Sorensen-McGee (10e, 27e), Moimoi (19e), Woodman-Wickliffe (53e), Bason (56e), Tuli-Fale (71e) Transformation(s) : 3 Demant (19e, 27e), Cottrell (en) (71e) | Rapport         | Essai(s) : 1 Miller (74e) | North Harbour Stadium, Auckland Arbitre : Maggie Cogger-Orr |
| 17 avril 2025 | | Rapport         |                           | North Harbour Stadium, Auckland Arbitre : Maggie Cogger-Orr |

## Effectifs
| Entraîneur | Willie Walker (en) |
| Avants     | Taufa Bason • Eloise Blackwell • Oceane Donelley • Sophie Fisher • Holly Greenway • Aldora Itunu • Atlanta Lolohea • Paris Mataroa • Liana Mikaele-Tu'u • Elizabith Moimoi • Lily Murray-Wihongi • Maiakawanakaulani Roos • Awhina Tangen-Wainohu • Harono Te Iringa • Cheyenne Tuli-Fale • Maama Vaipulu • Chryss Viliko • Holly Wratt-Groeneweg |
| Arrières   | Kahlia Awa • Sylvia Brunt • Krysten Cottrell (en) • Ruahei Demant • Kerri Johnson • Jaymie Kolose • Danii Mafoe • Patricia Maliepo • Daynah Nankivell • Braxton Sorensen-McGee • Tara-Leigh Turner • Katelyn Vahaakolo • Portia Woodman-Wickliffe                                                                                                 |

| Entraîneur | Dwayne Sweeney (en) |
| Avants     | Mia Anderson • Jade Coates • Luka Connor • Vici-Rose Green • Logan Hauraki • Kate Henwood • Chyna Hohepa (en) • Grace Houpapa-Barrett (en) • Tanya Kalounivale • Veisinia Mahutariki-Fakalelu • Krystal Murray • Charmaine Smith • Santo Taumata • Kennedy Tukuafu |
| Arrières   | Reese Anderson • Ariana Bayler • Kelly Brazier • Renee Holmes • Rosie Kelly • Grace Kukutai • Azalleyah Maaka • Martha Mataele • Kiriana Nolan • Mererangi Paul • Shoshanah Seumanutafa • Hazel Tubic • Ruby Tui • Tenika Willison (en)                            |

| Entraîneur | Fusi Feaunati |
| Avants     | Denise Aiolupotea • Forne Burkin (en) • Natalie Delamere • Esther Faiaoga-Tilo (en) • Lavinia Lea • Olioli Mua • Angel Mulu (en) • Joanah Ngan-Woo • Jayme Nuku • Jackie Patea-Fereti (en) • Elinor Plum-King • Layla Sae • Kahurangi Sturmey • Ngano Tavake • Samantha Taylor • |
| Arrières   | Shakira Baker • Raedeen Blake • Teilah Ferguson • Te Rauoriwa Gapper • Leilani Hakiwai • Iritana Hohaia • Harmony Kautai • Ayesha Leti-I'iga • Paige Lush • Cassie Siataga • Rangimarie Sturmey • Monica Tagoai • Payton Takimoana                                               |

| Entraîneuse | Whitney Hansen |
| Avants      | Laura Bayfield • Alana Bremner () • Chelsea Bremner • Emma Dermody • Eilis Doyle • Jett Hayward • Tegan Hollows • Lucy Jenkins • Phillipa Love • Kaipo Olsen-Baker • Mo'omo'oga Ashley Palu • Marcelle Parkes • Georgia Ponsonby • Amy Rule • Fiaali'i'i Solomona              |
| Arrières    | Grace Brooker • Amy du Plessis • Sarah Jones • Maia Joseph • Hannah King • Fia Laikong • Kelsyn McCook • Hollyrae Mete • Kaea Nepia • Winnie Palamo • Abigail Paton • Cheyelle Robins-Reti (en) • Keighley Simpson • Tayla Simpson • Fiaali'i Solomona • Charlotte Va'afusuaga |